# Валя-Маре (комуна, Димбовіца)
Валя-Маре (рум. Valea Mare) — комуна у повіті Димбовіца в Румунії. До складу комуни входять такі села (дані про населення за 2002 рік):
- Валя-Каселор (663 особи)
- Валя-Маре (910 осіб)
- Гирлень (241 особа)
- Лівезіле (404 особи)
- Сару (163 особи)
- Стратонешть (73 особи)
- Фецень (111 осіб)

Комуна розташована на відстані 77 км на північний захід від Бухареста, 23 км на південний захід від Тирговіште, 123 км на північний схід від Крайови, 101 км на південь від Брашова.

## Населення
За даними перепису населення 2002 року у комуні проживали 2565 осіб.
Національний склад населення комуни:
| Національність | Кількість осіб | Відсоток |
| -------------- | -------------- | -------- |
| румуни         | 2500           | 97,5%    |
| цигани         | 64             | 2,5%     |
| українці       | 1              | < 0,1%   |

Рідною мовою назвали:
| Мова      | Кількість осіб | Відсоток |
| --------- | -------------- | -------- |
| румунська | 2564           | > 99,9%  |
| угорська  | 1              | < 0,1%   |

Склад населення комуни за віросповіданням:
| Релігія       | Кількість осіб | Відсоток |
| ------------- | -------------- | -------- |
| православні   | 2548           | 99,3%    |
| п'ятдесятники | 12             | 0,5%     |
| реформати     | 3              | 0,1%     |
| адвентисти    | 2              | 0,1%     |

## Зовнішні посилання
- Дані про комуну Валя-Маре на сайті Ghidul Primăriilor [Архівовано 9 квітня 2009 у Wayback Machine.]